# کاروانسرای عبدالغفارخان (مجیدآباد)
کاروانسرای عبدالغفارخان (مجیدآباد) مربوط به اواخر دوره زند است و در شهرستان ساوه، بخش مرکزی، روستای مجیدآباد واقع شده و این اثر در تاریخ ۲۲ آذر ۱۳۵۵ با شمارهٔ ثبت ۱۲۹۰ به‌عنوان یکی از آثار ملی ایران به ثبت رسیده‌است.